# Dynastie Licchavi
Les rois de la dynastie Licchavi (fin du IVe siècle ou Ve siècle - fin du VIIIe siècle ou du IXe siècle) dominèrent la vallée de Katmandou (Népal) et les vallées voisines entre la période Kirata et la période Newari. On ignore leur relation réelle avec les Licchavi du Bihar. Hindouisme et bouddhisme prospéraient sur leur territoire. La princesse Bhrikuti, qui selon la tradition tibétaine aurait introduit le bouddhisme au Tibet, en serait issue.
Les rois sont connus par des inscriptions épigraphiques datant de 464 à 733, en majorité des fondations de temples hindous. Elles sont écrites dans une variante de l’écriture gupta appelée "écriture licchavi". Une source plus tardive est le Gopalaraja Vamsavali ou Chronique du Népal (XIVe siècle). Il existe des contradictions entre les sources et il subsiste beaucoup d’incertitudes concernant la liste des rois et leurs dates de règne. Amsuvarma (605-641), l’un des souverains licchavi les plus connus, est en fait un usurpateur issu du clan Abhira Gupta, ancien premier ministre.
L’influence indienne-Gupta semble claire. Les possibles relations de dépendance des Licchavi vis-à-vis des Gupta ou du Tibet font l’objet de controverses.

## Le pays

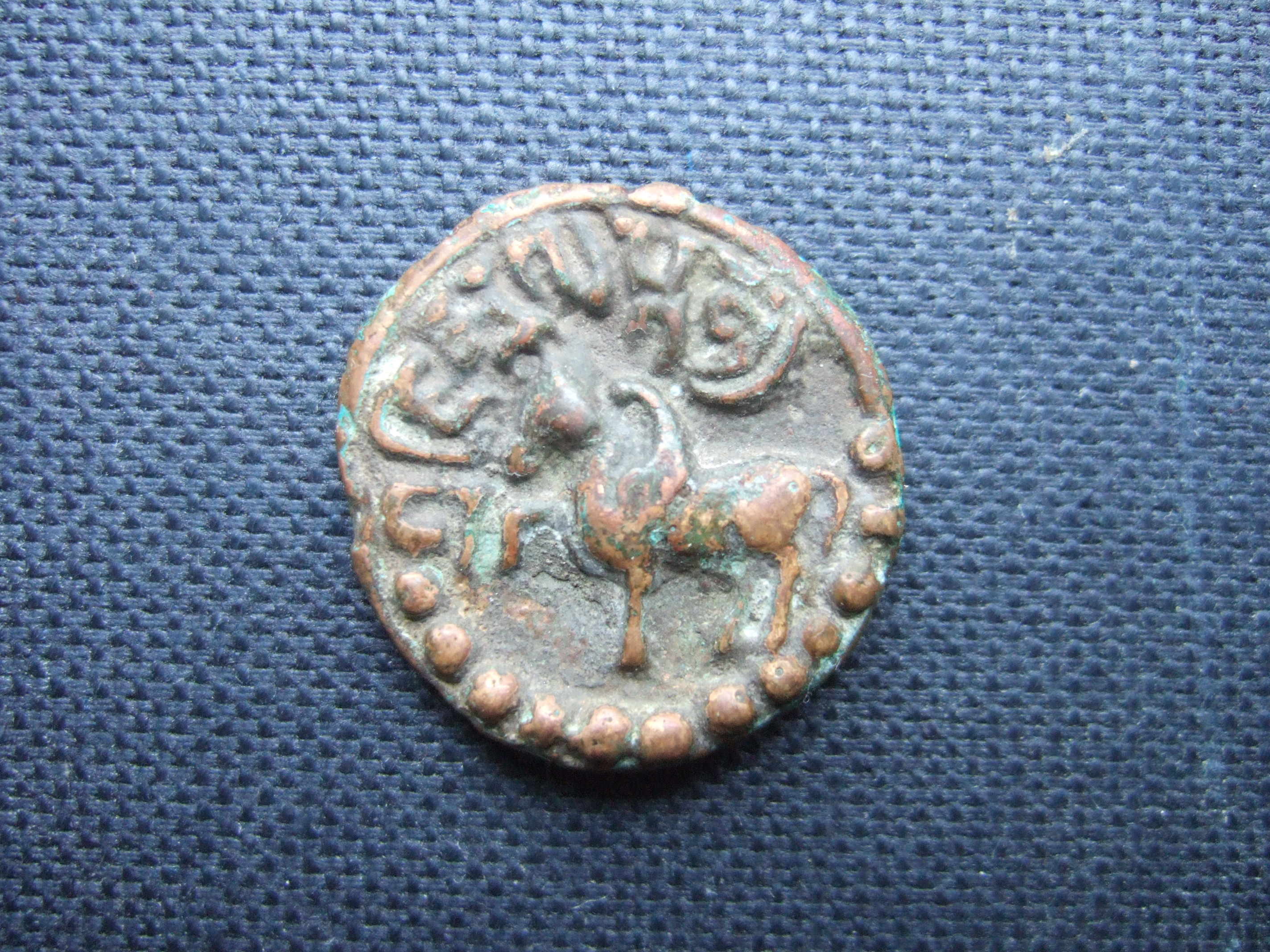
Pièce en cuivre de Jishnu Gupta (vers 622-633) de la dynastie népalaise des Licchhavi. Avers. L'inscription au-dessus du cheval ailé est Sri Jishnu Guptasya.

Le roi (maharaja), aidé par des officiers avec à leur tête un premier ministre-commandeur des armées, contrôlait plus ou moins étroitement le territoire par l’intermédiaire de notables (samanta) en partie autonomes car ils disposaient de leurs propres hommes. La population vivait dans des villages (grama) groupés en districts (dranga). À la tête de chaque village était un chef (pradhan), assisté d’un conseil (panchalika ou grama pancha). Beaucoup de terres appartenaient à des grands propriétaires, au nombre desquels on comptait des communautés bouddhiques (sangha) ou brahmanes (agrahara). Le système des castes devait être appliqué, comme semblent l’indiquer deux inscriptions datant du règne de Basantadeva (506-532) et Amshuvarma (588-621 AD), mais l'ethnographe K.S. Singh estime que la distribution en castes ne reproduisait pas forcément le modèle indien.
L’expansion des royaumes népalais a été longtemps limitée par la géographie. Les limites connues du territoire licchavi étaient Banepa à l’est, Tistung et la rivière Kali Gandaki à l’ouest, Gorkha au nord-ouest et Janakpur au sud. 
Les agglomérations principales semblent avoir été des bourgades dont les constructions n’ont guère laissé de traces, à l’exception de celles de nature religieuse. Patan, (Yala en newari et Yupagrama en sanskrit), "Bourg du pilier votif", pourrait avoir été l’agglomération la plus importante. Aux environs de l’actuelle Kathmandou se trouvaient les bourgades de Koligrama (sanskrit, newari : Yambu), "Bourg des kolis", et Dakshinakoligrama (sanskrit, newari : Yangala), "Bourg des Kolis sud".  Un peu plus loin vers l’est sur la route commerciale de la vallée se situait Khoprn (Khoprngrama) aux environs de l'actuelle Bhadgaon. Les sites religieux notoires comprennent Swayambunath, Bodhnath et Chabahil (stupas), Deopatan (temple de Shiva) et Hadigaon (temple de Vishnu).

## Les rois
Cette liste hypothétique des rois Licchavi se base sur l'ouvrage de Tamot, Kashinath & Alsop, The Licchavi Kings. Le premier roi mentionné, Jayavarma, attesté par une inscription datant de 185 sur le piédestal de la plus ancienne sculpture népalaise datée, ne se rattache pas clairement à cette dynastie. Le premier roi sans conteste Licchavi, attesté par une inscription datant de son règne, est Manadeva I (464-505) ; elle fait état de trois souverains avant lui.
- 185 Jayavarmā (Jayadeva I, premier roi attesté du Népal - il est douteux qu'il appartienne à cette dynastie)
- Vasurāja (Vasudatta Varmā)
- ~ 400 Vṛṣadeva (Vishvadeva)
- ~ 425 Shaṅkaradeva I
- ~ 450 Dharmadeva
- 464-505 Mānadeva I (premier roi sans conteste Licchavi dont l’existence est attestée par une inscription datant de son règne)
- 505-506Mahīdeva
- 506-532 Vasantadeva
- Manudeva
- 538 Vāmanadeva (Vardhamānadeva)
- 545 Rāmadeva
- Amaradeva
- Guṇakāmadeva
- 560-565 Gaṇadeva
- 567- ~ 590 Bhaumagupta (Bhūmigupta, roi ou dignitaire)
- 567-573 Gaṅgādeva
- 575/576 Mānadeva II
- 590-604 Shivadeva I
- 605-621 Amsuvarma (premier ministre usurpateur)
- 621 Udayadeva
- 624-625 Dhruvadeva
- 631-633 Bhīmārjunadeva, Jiṣṇugupta
- 635 Viṣṇugupta - Jiṣṇugupta
- 640-641 Bhīmārjunadeva / Viṣṇugupta
- 643-679 Narendradeva
- 694-705 Shivadeva II
- 713-733 Jayadeva II
- 748-749 Shaṅkaradeva II
- 756 Mānadeva III
- 826 Balirāja
- 847 Baladeva
- 877 Mānadeva IV